# Niedzica
Niedzica [ɲeˈd͡ʑit͡sa], (slovakisk: Nedeca , tysk: Netzdorf , ungarsk: Nedec) er en ferieby i powiat Nowy Targ i provinsen Lillepolen, i Polen, der ligger ved bredden af søen Czorsztyn . Den er berømt for Niedzica-slottet, også kendt som Dunajec-slottet, et vigtigt centrum for polsk-ungarske relationer, bygget mellem årene 1320 og 1326 Oprindeligt var landsbyen næsten udelukkende beboet af den slovakiske etniske gruppe (en del af Ungarn, tilhørte mellem 1939 og 1945 Slovakiet) i 1920 og igen i 1945 tilknyttet Polen. Byen ligger ca. 6 km nordøst for Łapsze Niżne, 21 km øst for Nowy Targ og 75 km syd for den regionale hovedstad Kraków. 
Niedzica udviklede sig til et populært turistmål som følge af opførelsen af dæmningen på Dunajec-floden mellem 1975 og 1997. Tæt på byens centrum ligger grænseovergangen til Slovakiet (2 km afstand), Pieniny-hotellet, turistlejlighedskomplekset "Pod Taborem", udstillingshallen og udgangspunktet for rafting gennem Dunajecslugten til feriebyen Szczawnica.
Niedzica er en af 14 landsbyer i den Polske del af den historiske region Spiš (Polsk: Spisz). Den er først nævnt i et dokument fra 1320 som villam Nisicz.